# Vestitor

Un vestitor ou vestētōr (en grec βεστήτωρ) est une fonction et un rang auliques bas dans l'Empire byzantin.

## Histoire
Comme leur nom l'indique, les vestitores sont à l'origine des fonctionnaires de la garde-robe impériale (vestiarium ou vestiarion), attestés pour la première fois au VIe siècle. Au IXe siècle, le titre devient par ailleurs une dignité honorifique (δια βραβείου άξια, dia brabeiou axia) destinée aux « hommes barbus » (les non-eunuques), identifiée dans le Klētorologion de 899 comme la troisième la plus basse dans la hiérarchie impériale, entre le silentiarios et le mandatōr (tous deux également des fonctionnaires impériaux). Ses insignia distinctifs sont un fiblatorium, un manteau fixé par une fibula.
Selon le Klētorologion, les vestētores sont avec les silentiarioi sous le commandement de l’epi tes katastaseos. Le De ceremoniis de l'empereur Constantin VII Porphyrogénète (r. 913-959) indique qu'ils assistent le praipositos pour l'habillage de l'empereur, tandis que Théophane le Confesseur les appelle les gardiens de la couronne impériale. D'après les sceaux, au IXe siècle, le rang est détenu par de hauts fonctionnaires provinciaux, des prōtonotarioi et des kommerkiarioi des thèmes. Le terme apparaît pour la dernière fois au Xe siècle.